# OK2010
OK2010 er betegnelsen for overenskomstforhandlingerne for ansatte på det private arbejdsmarked i 2010. 
Forhandlingerne om OK2010 gav ikke et resultat i de direkte møder mellem parterne for en mindre del af fagområderne, og derfor måtte forligsmand Asbjørn Jensen udarbejde en forligsskitse. Denne blev accepteret af LO og DA 21. marts. Hovedresultatet betød en beskeden mindstelønsstigning på 2,95 kr og stigning i normallønnen på 3,85 kr, begge pr. time og over to år. Desuden øges barselsorlovens længde med to uger, der indføres en fratrædelsesgodtgørelse, lige som der indgår nogle andre mindre aftaler.

## Baggrund
Baggrunden for OK2010 var, at den forrige overenskomst fra 2007 endte med et forlig, der strakte sig over tre år med udløb i 2010. Der skulle derfor forhandles en ny aftale med ikrafttræden i foråret dette år. 

## Forløb
Forhandlingerne foregik på en række fagområder, der på arbejdstagersiden hører under LO og på arbejdsgiversiden under DA, og overenskomsten omfatter ca. 600.000 arbejdstagere. De største fagområders forhandlinger sætter i reglen en ramme, som de mindre fagområder tilslutter sig, og derfor er der stor fokus på fagområder som industrien, handel og service, byggeri samt transport og slagteri.
Da ikke alle fagområderne kunne opnå enighed, blev forligsinstitutionen inddraget for at mægle. Ad den vej opnåede man et forslag, der kunne godkendes af forhandlerne på begge sider. Efterfølgende skal mæglingsforslaget gøre færdigt teknisk set, hvorpå det skal det til urafstemning hos parterne.

## Aftalens modtagelse
Blandt de første reaktioner var HK Privats afvisning af resultatet, idet dette forbund ikke fik fjernet den såkaldte 50% klausul, der bevirker, at en overenskomst ikke er gældende, med mindre mindst 50% af arbejderne på en arbejdsplads er medlem af HK.
Den næste store reaktion kom fra landets største slagteri, Danish Crown, der varslede fyring af 600 ansatte med direkte henvisning til overenskomstresultatet. Slagteriernes arbejdsgivere havde forlangt tilbageholdenhed på lønområdet, hvilket ikke blev tilgodeset.